# Subotica (gmina Koceljeva)
Subotica (cyr. Суботица) – wieś w Serbii, w okręgu maczwańskim, w gminie Koceljeva. W 2011 roku liczyła 272 mieszkańców.